# MP35
MP35（ドイツ語: Maschinenpistole 35）は、第二次世界大戦中のナチス・ドイツで開発された短機関銃である。ドイツでは国防軍や武装親衛隊、その他の警察組織で広く使用された。1930年代初頭からテオドール・ベルクマン技師の息子、エミール・ベルクマン（Emil Bergmann）技師によって設計が行われ、生産はMP18と同様にズールのベルクマン武器製造社が担った。

## 歴史
MP35の前身にあたるMP32は9x23ベルクマン弾を使用する短機関銃で、ベルクマン社からライセンスを受けたデンマークのシュルツ&ラーセン社（Schultz & Larsen）によって製造されていた。1934年、これに改良を加えたものがMP34としてベルクマン社から発表された。これは同名のステアー社製短機関銃MP34とは別の製品である。ベルクマン社単独では生産力が不足した為、ワルサー社のツェラメーリス工場でも製造が行われた。ベルクマンMP34の最終的な生産数はおよそ2,000丁であった。
標準のベルクマンMP34の銃身長は200mmで、銃身長320mmの長銃身モデルも設計された。1935年、ベルクマンMP34の設計を簡略化したベルクマンMP35/Iが発表された。MP35/Iもベルクマン社とワルサー社が共同で生産を行い、1936年から1940年までにおよそ5,000丁が製造された。
第二次世界大戦が始まると、生産の担当がワルサー社からユンカー&ルー（Junker & Ruh）社に変更され、1944年まで製造が続いた。戦争を通じてユンカー&ルー社ではおよそ40,000丁のMP35を製造し、ほぼ全てが武装親衛隊に配備された。

## 動作
MP35はブローバック式、セレクティブファイア機能付きの短機関銃で、撃発はオープンボルトの状態から行われた。非往復式のコッキングハンドルは機関部右側面に設置されており、操作方法は当時の主力歩兵銃モーゼルK98と類似していた。すなわち、ボルトハンドルを持ち上げてから後方に引き、もう一度戻すことでボルトの後退が完了するのである。射撃の際にこのハンドルは動作しない。一般的なオープンボルト式の銃に比べて、弾倉を装着した本銃の開口部は排莢口だけのため、砂塵などの異物が機関部へ侵入するリスクを低減できるが、反面で製造コストが上昇する弱点も持っていた。
ベルクマンMP32の安全装置は機関部後端にあり、これもモーゼルK98と類似したレイアウトである。MP34とMP35の安全装置レバーは銃の左側面に設けられている。トリガーは二本の引き金が重なった構造になっており、軽く引けば引き金一本だけを操作して単発、一杯に引ききれば引き金を二本とも操作して連発での射撃となる。同時代の短機関銃には左側面に弾倉を装填するものが多かったが、MP35は右側面に弾倉を装填し、排莢は左側面で行われる。MP32とMP34は独自の弾倉を使用したが、MP35ではMP28と同一の弾倉を使用した。銃身は筒状の放熱器に覆われており、銃口には制退器を備えていた。

## 運用
ドイツ国防軍でもMP35が採用されたが、ほとんどは親衛隊が使用した。
デンマーク軍では、MP34をMitraillette 34の制式名称で採用していた。そのほかにも、ボリビア、エチオピア、スペイン、スウェーデンなどへMP35が輸出された。